# Parque nacional Mariy Chodra
Parque nacional Mariy Chodra (en ruso: Марий Чодра) es un parque nacional, que se encuentra en gran parte en los distritos de Morkinsky, Zvenigovsky y Volzhsky de la República de Mari-El, una de las unidades federativas de Rusia. El parque tiene una superficie de 366 kilómetros cuadrados (227 millas) y fue constituido en 1985.
Mariy Chodra fue creado para proteger a diversas plantas raras: más de 115 especies de plantas están documentadas. Hay catorce rutas turísticas en el parque, las atracciones más populares son Yalchik, Glukhoye, y los lagos Kichiyer, el rafting en los ríos Ilet y Yushut, el Roble Pugachov.
Hay más de catorce centros turísticos en Mariy Chodra, que desempeñan un papel importante en la recreación de las repúblicas de Mari El, Tatarstán, y Chuvashia.